# Sierra de las Ánimas
Sierra de las Ánimas – pasmo górskie w Urugwaju, mieszczące się w Departamencie Maldonado, będące częścią pasma Cuchilla Grande. Najwyższym szczytem gór jest Cerro de las Ánimas, liczące 501 m n.p.m. 
Góry są zbudowane z granitów i gnejsów. Pasmo to powstało w prekambrze.
Współrzędne geograficzne: 34° 48'33 "S 58° 15'31" W